# Blastus setulosus
Blastus setulosus là một loài thực vật có hoa trong họ Mua. Loài này được Diels mô tả khoa học đầu tiên năm 1933.